# Květen 2007
3. května – čtvrtek
NATO vyzvalo Rusko, aby zanechalo zastrašování estonské ambasády v Moskvě, kde denně demonstrují odpůrci svržení pomníku Rudé armády. Krizi provází i neoficiální sankce ze stran Moskvy.
 Turecký parlament odhlasoval uspořádání parlamentních voleb 22. července, tři měsíce před řádným termínem. Návrh podal premiér Recep Tayyp Erdogan ze Strany spravedlnosti a rozvoje (AKP) po neúspěšném pokusu o zvolení vládního kandidáta Abdullaha Güla prezidentem, kdy hlasování bojkotovali opoziční poslanci. Odpůrci vytýkají AKP proislámské zaměření, za zachování sekulárního státu demonstrovaly v neděli v Istanbulu statisíce lidí.
4. května – pátek
 V Afghánistánu v noci na pátek zahynul český voják, kterého zavalila lavina kamení a bahna. Další z příslušníků české mise byl těžce zraněn.
5. května – sobota
 V doplňovacích senátních volbách v obvodu Přerov zvítězil se ziskem 53 % Jiří Lajtoch z ČSSD před Josefem Neklem (KSČM). Ve druhém kole hlasovalo 9,66 % voličů, což bylo nejméně v historii senátních voleb. Senátorské křeslo uvolnila Jitka Seitlová, která se stala zástupkyní Veřejného ochránce práv.
6. května – neděle
 Nicolas Sarkozy byl zvolen 23. prezidentem Francie.
 Ani druhý pokus o volbu tureckého prezidenta nebyl úspěšný, hlasování se opět nezúčastnili opoziční poslanci. Kandidát, ministr zahraničí Abdullah Gül, poté svoji kandidaturu stáhl, premiér Erdogan navrhl zavést přímou volbu.
7. května – pondělí
 Mohutná exploze v kyjevské oblasti Ukrajiny zničila přibližně 30 m plynovodu, dopravujícího ruský zemní plyn do Evropy. Dodávky plynu byly obnoveny s využitím náhradních tras.
8. května – úterý
 V Severním Irsku byla jmenována vláda sestavená z protestantů a katolíků, kteří tak naplnili dohodu, k níž se zavázali po březnových volbách.
9. května – středa
 Městem Greensburg v Kansasu se prohnalo tornádo o síle EF-5, které napáchalo obrovské škody. Sám Tetsuya Fujita, podle kterého je pojmenována Fujitova stupnice hodnotí stupeň EF-5 jako „neuvěřitelně silné“. Jde o vůbec první tornádo o takové síle za posledních 9 let.
 Viceprezident USA Dick Cheney neplánovaně navštívil Irák. Cílem návštěvy je jednání s iráckými představiteli o bezpečnosti země.
10. května – čtvrtek
 Britský premiér Tony Blair určil datum své rezignace na 27. červen 2007.
11. května – pátek
 Nad střední Evropou se přehnala silná vichřice, která má za následek několik ztracených lidských životů a řadu zraněných, především v Česku a Polsku.
13. května – neděle
 Ozbrojené střety mezi příznivci palestinských politických hnutí Hamás a Fatah si vyžádaly 5 obětí na životech a 14 zraněných. Napětí mezi Hamásem a Fatahem se znovu vystupňovalo poté, co byla zahájena velká bezpečnostní operace v Pásmu Gazy, přičemž Hamás tvrdí, že její zahájení s ním Fatah nekonzultoval.
14. května – pondělí
 Ve Varšavě byly zahájeny rozhovory mezi Polskem a USA o podmínkách umístění americké protiraketové základny na polském území. Rusko sleduje tyto rozhovory se značnou nevolí a opakovaně potvrdilo, že považuje tento projekt za ohrožení vlastní bezpečnosti.
15. května – úterý
 Systém protiraketové obrany USA v Evropě byl předmětem jednání americké ministryně zahraničí Riceové a ruského prezidenta Putina v Moskvě. Obě strany se dohodly na zmírnění vzájemných výpadů, významnější shody názorů však dosaženo nebylo.
16. května – středa
 Nejvyšší horu světa Mount Everest (8849 m) pokořila první Češka Klára Poláčková. Na vrchol vystoupila ze severní tibetské strany. Doprovázel ji Tashi Tenzing a dva šerpové – Nim a Pem. Tashi Tenzing je vnuk legendárního šerpy Tenzinga Norgaye, který společně se Sirem Edmundem Hillarym jako první stanul dne 29. května 1953 na vrcholu Mount Everestu. Mount Everest je Klářina druhá osmitisícovka, vloni jako druhá Češka vystoupila s Tashi Tenzingem na osmitisícovou Tyrkysovou bohyni Čo Oju (8201 m).
 Nově zvolený francouzský prezident Nicolas Sarkozy se v Elysejském paláci ujal funkce.
17. května – čtvrtek
 V odvetě za raketové ostřelování svého území bombardovala izraelská armáda palestinské Pásmo Gazy a do pásma vjelo i několik izraelských tanků.
18. května – pátek
 Americká společnost Odyssey nalezla v Atlantském oceánu doposud největší podmořský poklad. Ve vraku lodi bylo objeveno 17 tun zlata a stříbra, celková hodnota nálezu se odhaduje na 10 miliard Kč.
 Bez výraznějšího pozitivního výsledku skončil summit představitelů Evropské unie a ruského prezidenta Vladimira Putina v Samaře. Obě strany nenašly řešení vzájemných rozporů například v otázce ruského embarga na dovoz masa z Polska nebo problémů ruských menšin v pobaltských republikách Estonsku a Litvě.
 David Irving byl i se svým vydavatelem vykázán z prostor Mezinárodního knižního veletrhu ve Varšavě, kde ve svém stánku plánoval tiskovou konferenci a propagoval tezi, že Hitler nic netušil o holocaustu. Rozhořčeně to komentoval tím, že v Polsku nemají svobodu slova.
19. května – sobota
 Pokus vlády a Parlamentu Rumunska o sesazení prezidenta Traiana Băsescua zkrachoval. Účastníci referenda, které mělo potvrdit rozhodnutí Parlamentu o prezidentově sesazení, to dnes drtivou (asi 75%) většinou odmítli učinit a potvrdili prezidenta v úřadě. Parlament odvolal velkou většinou prezidenta pro údajné překračování pravomocí. Dané obvinění je ovšem v rozporu s výrokem rumunského Ústavního soudu.
21. května – pondělí
 Druhý den pokračují v severním Libanonu boje mezi armádou a islámskými radikály ze skupiny Fatah al-Islám, které si vyžádaly několik desítek obětí na životech vojáků, civilistů i islámských radikálů. Jedná se o nejtěžší ozbrojené střety od občanské války před 17 lety.
 Do časově neomezené stávky vstoupila většina polských lékařů, kteří požadují přibližně zdvojnásobení svých platů. Zástupci vlády však tvrdí, že v rozpočtu není na toto navýšení mezd dostatek prostředků a brzké vyřešení sporu je prozatím nepravděpodobné.
 Pokračují střety mezi ozbrojenými palestinskými radikály a izraelskou armádou. Palestinci odpálili na izraelské území několik raket, přičemž byla zabita jedna osoba a několik dalších bylo zraněno. Izraelské letouny podnikly několik náletů na palestinské území, bombardovaly především domy vedoucích představitelů hnutí Hamás a zabily přitom několik osob.
23. května – středa
 Spojené státy odtajnily dokumenty, podle kterých měl muž číslo jedna teroristické sítě Al-Káida Usáma bin Ládin v plánu vytvořit v Iráku základnu teroristického odboje právě proti Spojeným státům.
 Rozmary počasí pociťují obyvatelé téměř celé Evropy. Ve Španělsku, Řecku a Bulharsku ale i v Německu a Polsku řádily silné bouře s přívalovými srážkami i tornády. Naopak maďarská metropole Budapešť zaznamenala pro tento den teplotní rekord ve výši 34,5 °C.
24. května – čtvrtek
 V Brně začíná schůzka představitelů 15 evropských států, věnovaná problematice středoevropského regionu.
25. května – pátek
 Vnitrostátní napětí na Ukrajině se vystupňovalo poté, co se prezident Viktor Juščenko pokusil převzít kontrolu nad jednotkami ministerstva vnitra. Jejich velení však rozkaz o převedení odmítlo jako nelegální. Incident je vyvrcholením několik měsíců trvajících rozporů mezi prozápadním prezidentem Juščenkem a premiérem Viktorem Janukovyčem, který zemi směřuje k těsnějším svazkům s Ruskem.
26. května – sobota
 Pokračují ozbrojené střety, při kterých palestinští radikálové z hnutí Hamás ostřelují raketami izraelské území a izraelská armáda bombarduje centra hnutí Hamás. Izraelské bezpečnostní síly navíc zatkly již druhého ministra palestinské vlády Vasfího Kabhu, který kandidoval do vlády za hnutí Hamás.
27. května – neděle
 Politická krize na Ukrajině se pozvolna uklidňuje. Prezident Viktor Juščenko se dohodl s premiérem Viktorem Janukovyčem na termínu předčasných parlamentních voleb, které by se měly konat 30. září.
28. května – pondělí
 Venezuelská armáda převzala o půlnoci kontrolu nad jedinou nezávislou televizní stanicí s celostátním vysíláním, RCTV. Prezident Hugo Chávez se tak zbavil stanice, která kriticky reagovala na mnohá jeho rozhodnutí tím, že stanici neprodloužil licenci na vysílání.
30. května – středa
 Turecká armáda posiluje své jednotky v blízkosti hranic s Irákem. Jejím záměrem může být pravděpodobně přímý zásah proti kurdským teroristům, kteří používají základny na iráckém území. Irácká vláda varovala Turecko před případným vstupem ozbrojených složek na irácké území.
31. května – čtvrtek
 Norsko jako první západoevropský stát oficiálně uznalo palestinskou vládu vedenou hnutím Hamás a přislíbilo uvolnění blokované finanční pomoci palestinskému státu.